# Дэйли, Дэниел
 Дэниел Дэйли  (англ.  Daniel A. Dailey, род. 11 января 1969) — американский военный деятель, пятнадцатый сержант-майор Сухопутных войск США. Находился в должности с 30 января 2015 по 9 августа 2019 года.
Родился 11 января 1969 года в боро Палмертон, штат Пенсильвания.

## Военная карьера
Поступил на военную службу в 1989 году и прошёл курс молодого бойца в Форте-Беннинг, штат Джорджия.
На командных должностях Дэйли прослужил от командира боевой машины пехоты «Брэдли» до команд-сержант-майора. За годы службы служил в 1-й, 2-й, 3-й и 4-й пехотных дивизиях на территории и за пределами США.
В 2008 году за руководство подразделением 4-й пехотной дивизии во время сражения за Мадинат-эс-Садр (Ирак) был награждён медалью «Бронзовая звезда» с эмблемой «За доблесть в бою».
В марте 2009 года был назначен команд-сержант-майором 4-й пехотной дивизии, на этой должности Дэйли совмещал должности команд-сержант-майора Форта-Карсон и дивизии «Север» (U.S. Division‐North) в Ираке.
В 2011 был назначен команд-сержант-майором Командования боевой подготовки и разработки доктрин армии США.
Принимал участие в операциях «Иракская свобода» и «Новый рассвет», а также в операциях «Буря в пустыне» и «Щит пустыни».
30 января 2015 года был назначен на должность сержант-майора армии США.
15 марта 2018 года посетил 1-ю механизированную бригаду «Рейдеры» 4-й пехотной дивизии, расположенную в Форт-Карсон, Колорадо. Дэйли присутствовал на занятии по физической подготовке, затем провёл встречу с солдатами и сержантами в аудитории. Команд-сержант-майор бригады представил его солдатам и сержантам, после чего Дэйли обсудил с ними насущные вопросы и проблемы вооружённых сил. Один из основных вопросов, волнующих солдат, был процесс адаптации уволенных военнослужащих к гражданской жизни и освоения ими гражданских специальностей.
После этого Дэйли провёл обед с небольшой группой военнослужащих бригады, на котором в неформальной обстановке обсуждал новый гендерно-нейтральный тест физической подготовки армии США.
9 августа 2019 года ушёл в отставку с должности сержант-майора армии США.
25 ноября 2019 года на территории объединённой военной базы Майер-Хендерсон в округе Арлингтон, штат Виргиния прошла почётная церемония ухода в отставку Дэниела Дэйли.

## Деятельность на должности сержант-майора Армии США
- Отслеживал выполнения плана по интеграции женщин в боевые подразделения. Дэниэл Дэйли выезжал непосредственно в части и на месте контролировал осуществление плана, после чего докладывал начальнику штаба Армии США, членам Сената и Палаты представителей[1].
- Работал над программой получения солдатами и сержантами гражданских профессий для улучшения их адаптации к гражданской жизни в случае ухода из вооруженных сил.
- Внес небольшие изменения в ношении формы для физических тренировок[англ.] – разрешение ношения черных носков с формой и разрешение ношения наушников во время тренировок в спортзале.
- Запустил большой проект модернизации системы продвижения солдат и сержантов по службе, запущенный в конце 2019 года и рассчитанный на 3 года[4].
- Создал Совет старшего сержантского состава (Senior Enlisted Council), на котором с военнослужащими старшего сержантского состава Армии США обсуждаются проблемы солдат и сержантов Армии США. Совет собирается ежемесячно в режиме видеоконференции и ежеквартально с личным присутствием. Приоритетом деятельности Совета Дэйли обозначил забота о благополучии солдат после десятилетнего сосредоточения на войне[5].

## Деятельность после увольнения из вооружённых сил
2 декабря 2019 года стал вице-президентом по разработке программ по работе с рядовым и сержантским составом (Vice President for NCO and Soldier Programs) Ассоциации Армии США. Дэйли заменил на этой должности Кеннета Престона, который стал старшим научным сотрудником (senior fellow) Института наземных войн (Institute of Land Warfare) Ассоциации Армии США.

## Образование
Военное образование:
- все степени системы подготовки сержантов (all levels of the Noncommissioned Officer Education System);
- курс подготовки мастера-стрелка боевой машины пехоты «Брэдли» (Bradley Master Gunner Course);
- курс управления подразделением (Force Management Course);
- Кистоунский курс (Keystone Course ) — курс подготовки сержантов штаба для объединенных штабов и командований;
- 54-й поток Академии сержант-майоров Сухопутных войск США[англ.];
- курс подготовки команд-сержант-майора (Command Sergeant Major Course);
- Школа рейнджеров Армии США[англ.].

Гражданское образование:
- Бакалавр наук (summa cum laude — с наибольшим почётом) Эксельсиорского колледжа[англ.], Олбани, штата Нью-Йорк.

## Награды

### Награды вооруженных сил США
- Медаль «За выдающуюся службу»
- Орден «Легион почёта» (2 награждения)
- Медаль «Бронзовая звезда» с эмблемой «За доблесть в бою»[англ.]
- Медаль «Бронзовая звезда» (4 награждения)
- Медаль «За похвальную службу» (Вооружённые силы США) (2 награждения)
- Похвальная медаль Сухопутных войск (7 награждений)
- медаль «За отличную службу в Сухопутных войсках»[англ.] (10 награждений)
- Медаль «За безупречную службу» (8 награждений)
- Медаль «За службу национальной обороне» (2 награждения)
- Медаль «За службу в Юго-Западной Азии»
- Медаль «За Иракскую кампанию» c 1-й серебряной и 2-мя бронзовыми звездами, что означает участие во всех 7-ми фазах Иракской войны
- Медаль «За участие в глобальной войне с терроризмом»
- Медаль «За службу в экспедиционных войсках глобальной войны с терроризмом»
- Медаль «За защиту Кореи»
- Лента «За прохождения курса подготовки сержанта»[англ.] (6 награждений)
- Лента «За службу в Сухопутных войсках»[англ.]
- Лента «За службу в Сухопутных войсках на заморских территориях»[англ.] (6 награждений)
- Медаль Освобождения (Кувейт)
- Медаль Освобождения Кувейта (Саудовская Аравия)
- Знак пехотинца «За участие в боевых действиях»
- Знак «Отличный пехотинец»[англ.]
- Нашивка «Рейнджер»[англ.]
- Знак водителя колесной техники[англ.]

### Почётные награды
- член Ордена Святого Мориса (США)[англ.] (уровень «Центурион»)
- член клуба сержанта Оди Мёрфи[англ.]

## Личная жизнь
Жена Холли, сын Дакота.
Холли Дэйли ведёт свой блог «Military Spouse Guide Архивная копия от 28 июля 2020 на Wayback Machine» («Руководство жены военнослужащего») и канал Архивная копия от 28 июля 2020 на Wayback Machine на Фейсбуке, где помогает семьям справляться с трудностями военной жизни и дает практические советы и рекомендации.

## Источник
- «Sergeant Major of the Army Daniel A. Dailey» («Сержант-майор Армии США Дэниэл Дэйли»), официальный сайт Сухопутных войск США, 5 мая 2019 г.
- «Former Sergeant Major of the Army Daniel A. Dailey» Архивная копия от 26 июля 2020 на Wayback Machine («Бывший сержант-майор Армии США Дэниэл Дэйли»), официальный сайт Министерства обороны США.

### Перевод военных терминов
- Судзиловский Г. А. Англо-русский военный словарь: около 70000 терминов. Том 1. A-L. — 3-е. — М.: Воениздат, 1987. — 655 с.
- Судзиловский Г. А. Англо-русский военный словарь: около 70000 терминов Том 2. M-Z. — 3-е. — М.: Воениздат, 1987. — 688 с.